# Rhynchium brunneum
Rhynchium brunneum (лат.) — вид одиночных ос рода Rhynchium семейства Vespidae.

## Распространение
Южная и Юго-Восточная Азия.

## Описание
Красновато-коричневые осы с чёрными отметинами. Длина самок 17—20 мм, самцов 12—15 мм; длина переднего крыла самок 16 мм, у самцов 12 мм. Вид был впервые описан в 1793 году датским энтомологом Иоганном Христианом Фабрицием.

## Синонимы
- Vespa brunnea Fabricius, 1793